# Heodes lunulata
Heodes lunulata är en fjärilsart som beskrevs av Courvoisier 1903. Heodes lunulata ingår i släktet Heodes och familjen juvelvingar. Inga underarter finns listade i Catalogue of Life.